# Jan Piotr Sapieha
Jan Piotr Sapieha, född 1569, död 15 oktober 1611 i Moskva, var en polsk-litauisk adelsman av ätten Sapieha.
Sapieha deltog i de moskovitiska tronstriderna på den falske Dmitrijs sida och belägrade Sergievska klostret. Han skrev en dagbok, som utkom i rysk översättning 1858.